# Topola Królewska
Topola Królewska – wieś w Polsce położona w województwie łódzkim, w powiecie łęczyckim, w gminie Łęczyca.
Topola Królewska położona jest przy drodze krajowej nr 91. W tej miejscowości rozpoczyna się również droga krajowa nr 60.
W 1300 r. arcybiskup gnieźnieński Jakub Świnka erygował w Topoli parafię św. Bartłomieja Apostoła.
Wieś królewska starostwa łęczyckiego w powiecie łęczyckim województwa łęczyckiego w końcu XVI wieku. Do 1954 roku istniała gmina Topola. W latach 1975–1998 miejscowość administracyjnie należała do województwa płockiego.
Od 1910 roku we wsi istnieje Ochotnicza Straż Pożarna, która w 2001 roku została włączona do Krajowego Systemu Ratowniczo-Gaśniczego.
W 1911 urodził się tu Włodzimierz Józef Siwiński (1911–1986) – inżynier, podporucznik saperów Wojska Polskiego i Polskich Sił Zbrojnych, kawaler Orderu Virtuti Militari.
W Topoli Królewskiej znajduje się Samorządowa Szkoła Podstawowa im. Władysława Łokietka oraz Gimnazjum im. Czesława Miłosza.

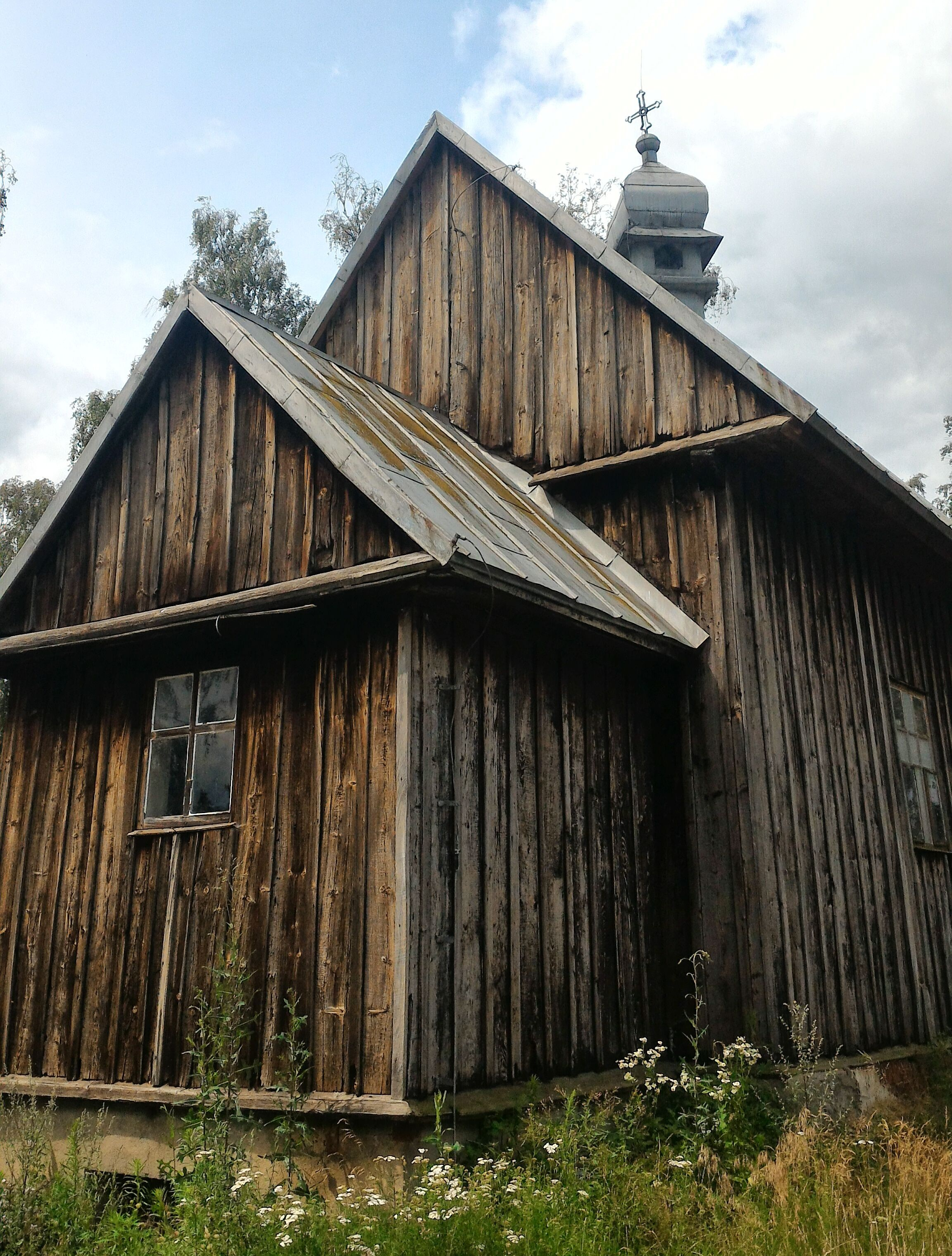
Kaplica św. Rocha znajdująca się na cmentarzu parafialnym w Topoli Królewskiej

## Zabytki
Według rejestru zabytków Narodowego Instytutu Dziedzictwa na listę zabytków wpisane są obiekty:
- kościół pw. św. Bartłomieja, XVI w., 1711, nr rej.: 533 z 7.08.1967
- kościół cmentarny pw. św. Rocha, drewniany, pocz. XIX w., nr rej.: 534 z 9.08.1967
- układ komunikacyjny kolejki wąskotorowej – Krośniewicka Kolej Dojazdowa
- na miejscowym cmentarzu parafialnym znajduje się eklektyczna kaplica grobowa Kłobskich herbu Pomian. W pobliżu kościoła cmentarnego spoczął dr Włodzimierz Dybek (1824–1883) – minister spraw wewnętrznych w powstańczym rządzie Romualda Traugutta. Ojciec dr. Dybka – dr Andrzej Dybek – był naczelnym lekarzem wojsk Księstwa Warszawskiego. Dr W. Dybek zamieszkał w Topoli Królewskiej po powrocie z zesłania. Na cmentarzu pochowano także znanego aktora teatralnego Józefa Głodowskiego, zmarłego w 1910 r. Na pomniku nagrobnym Głodowskiego umieszczono wiersz napisany specjalnie przez jego przyjaciela, reżysera i aktora Karola Hoffmana. Dzieje cmentarza w Topoli Królewskiej opisano na łamach „Ziemi Łęczyckiej” (nr 7 i 8 z IV 1993 r.).

Przez  wieś  biegnie trasa łódzkiej magistrali rowerowej (ukł N-S).